# سیما فنگ
سیما فنگ (۱۴۹ تا ۲۱۹) با نام جیانگونگ یا ونیو یک صاحب‌منصب در دوره هان شرقی بود. از پسر دومش سیما یی، سیما فنگ از اجداد دودمان جین می‌شود.